# Сезар (кинопремия, 1998)
23-я церемония вручения наград премии «Сезар» (также известной как Ночь Сезара (фр. Nuit des César)) за заслуги в области французского кинематографа за 1997 год состоялась 28 февраля 1998 года в театре Елисейских Полей (Париж, Франция). Президентом церемонии выступила актриса Жюльет Бинош.
Лучшим фильмом был признан мюзикл Алена Рене «Известные старые песни», получивший в этом году наибольшее количество наград (7). Фантастическая лента Люка Бессона «Пятый элемент» была отмечена тремя наградами: за лучшую режиссуру, лучшую операторскую работу и лучшие декорации.

## Список лауреатов и номинантов
Количество наград/номинаций:
- 7/12: «Известные старые песни»
- 1/9: «Горбун»
- 3/8: «Пятый элемент»
- 1/7: «Мариус и Жаннетт»
- 1/6: «Вестерн по-французски»
- 1/5: «Сухая чистка»
- 0/5: «Кузен»
- 1/2: «Дидье»
- 0/2: «Путешественники» / «Это правда, если я вру!» / «Артемизия»
- 1/1: «Брат» / «Мажоретки в космосе» / «Дело — труба»

### Основные категории
• Победители выделены отдельным цветом. 
| Категории                                              | Лауреаты и номинанты                                                                   | Лауреаты и номинанты                                                                | Лауреаты и номинанты                                                                |
| ------------------------------------------------------ | -------------------------------------------------------------------------------------- | ----------------------------------------------------------------------------------- | ----------------------------------------------------------------------------------- |
| Лучший фильм                                           | • Известные старые песни / On connaît la chanson (режиссёр: Ален Рене)                 | • Известные старые песни / On connaît la chanson (режиссёр: Ален Рене)              | • Известные старые песни / On connaît la chanson (режиссёр: Ален Рене)              |
| Лучший фильм                                           | • Горбун («К бою») / Le Bossu (режиссёр: Филипп де Брока)                              |                                                                                     |                                                                                     |
| Лучший фильм                                           | • Пятый элемент / Le Cinquième Élément (режиссёр: Люк Бессон)                          |                                                                                     |                                                                                     |
| Лучший фильм                                           | • Мариус и Жаннетт / Marius et Jeannette (режиссёр: Робер Гедигян)                     |                                                                                     |                                                                                     |
| Лучший фильм                                           | • Вестерн по-французски / Western (режиссёр: Мануэль Пурье)                            |                                                                                     |                                                                                     |
| Лучший режиссёр                                        |                                                                                        | • Люк Бессон за фильм «Пятый элемент»                                               | • Люк Бессон за фильм «Пятый элемент»                                               |
| Лучший режиссёр                                        | • Ален Корно — «Кузен» (фр.)                                                           |                                                                                     |                                                                                     |
| Лучший режиссёр                                        | • Робер Гедигян — «Мариус и Жаннетт»                                                   |                                                                                     |                                                                                     |
| Лучший режиссёр                                        | • Ален Рене — «Известные старые песни»                                                 |                                                                                     |                                                                                     |
| Лучший режиссёр                                        | • Мануэль Пурье (фр.) — «Вестерн по-французски»                                        |                                                                                     |                                                                                     |
| Лучший актёр                                           |                                                                                        | • Андре Дюссолье — «Известные старые песни» (за роль Симона)                        | • Андре Дюссолье — «Известные старые песни» (за роль Симона)                        |
| Лучший актёр                                           | • Даниэль Отёй — «Горбун» (за роль Легардера)                                          |                                                                                     |                                                                                     |
| Лучший актёр                                           | • Шарль Берлен — «Сухая чистка» (фр.) (за роль Жана-Мари Кюнстлера)                    |                                                                                     |                                                                                     |
| Лучший актёр                                           | • Ален Шаба — «Дидье» (фр.) (за роль Дидье)                                            |                                                                                     |                                                                                     |
| Лучший актёр                                           | • Патрик Тимси (фр.) — «Кузен»                                                         |                                                                                     |                                                                                     |
| Лучшая актриса                                         |                                                                                        | • Ариан Аскарид — «Мариус и Жаннетт» (за роль Жаннетт)                              | • Ариан Аскарид — «Мариус и Жаннетт» (за роль Жаннетт)                              |
| Лучшая актриса                                         | • Сабина Азема — «Известные старые песни» (за роль Одиль Лаланд)                       |                                                                                     |                                                                                     |
| Лучшая актриса                                         | • Мари Жиллен — «Горбун» (за роль Орор де Невер)                                       |                                                                                     |                                                                                     |
| Лучшая актриса                                         | • Сандрин Киберлен — «Седьмое небо» (фр.) (за роль Матильды)                           |                                                                                     |                                                                                     |
| Лучшая актриса                                         | • Миу-Миу — «Сухая чистка» (за роль Николь Кюнстлер)                                   |                                                                                     |                                                                                     |
| Лучший актёр второго плана                             | Жан-Пьер Бакри                                                                         | • Жан-Пьер Бакри — «Известные старые песни» (за роль Николя)                        | • Жан-Пьер Бакри — «Известные старые песни» (за роль Николя)                        |
| Лучший актёр второго плана                             | Жан-Пьер Бакри                                                                         | • Жан-Пьер Дарруссен — «Мариус и Жаннетт» (за роль Деде)                            |                                                                                     |
| Лучший актёр второго плана                             | Жан-Пьер Бакри                                                                         | • Жерар Жюньо — «Любовь солдата» (фр.) (за роль Анри)                               |                                                                                     |
| Лучший актёр второго плана                             | Жан-Пьер Бакри                                                                         | • Венсан Перес — «Горбун» (за роль герцога Неверского)                              |                                                                                     |
| Лучший актёр второго плана                             | Жан-Пьер Бакри                                                                         | • Ламбер Вильсон — «Известные старые песни» (за роль Марка Дювейера)                |                                                                                     |
| Лучшая актриса второго плана                           |                                                                                        | • Аньес Жауи — «Известные старые песни» (за роль Камиллы Лаланд)                    | • Аньес Жауи — «Известные старые песни» (за роль Камиллы Лаланд)                    |
| Лучшая актриса второго плана                           | • Паскаль Робер (фр.) — «Мариус и Жаннетт» (за роль Каролины)                          |                                                                                     |                                                                                     |
| Лучшая актриса второго плана                           | • Матильда Сенье — «Сухая чистка» (за роль Мэрилин)                                    |                                                                                     |                                                                                     |
| Лучшая актриса второго плана                           | • Мари Трентиньян — «Кузен» (за роль судьи Ламберт)                                    |                                                                                     |                                                                                     |
| Лучшая актриса второго плана                           | • Карин Виар — «Путешественники» (фр.) (за роль Корали)                                |                                                                                     |                                                                                     |
| Самый многообещающий актёр                             |                                                                                        | • Станислас Мерхар — «Сухая чистка»                                                 | • Станислас Мерхар — «Сухая чистка»                                                 |
| Самый многообещающий актёр                             | • Саша Бурдо (фр.) — «Вестерн по-французски»                                           |                                                                                     |                                                                                     |
| Самый многообещающий актёр                             | • Венсан Эльбаз — «Путешественники»                                                    |                                                                                     |                                                                                     |
| Самый многообещающий актёр                             | • Хосе Гарсиа — «Это правда, если я вру!» (фр.)                                        |                                                                                     |                                                                                     |
| Самый многообещающий актёр                             | • Сержи Лопес — «Вестерн по-французски»                                                |                                                                                     |                                                                                     |
| Самая многообещающая актриса                           |                                                                                        | • Эмма де Кон — «Брат» (фр.)                                                        | • Эмма де Кон — «Брат» (фр.)                                                        |
| Самая многообещающая актриса                           | • Жанна Балибар — «Меня пугает любовь» (фр.)                                           |                                                                                     |                                                                                     |
| Самая многообещающая актриса                           | • Изабель Карре — «Запретная женщина» (фр.)                                            |                                                                                     |                                                                                     |
| Самая многообещающая актриса                           | • Амира Казар — «Это правда, если я вру!»                                              |                                                                                     |                                                                                     |
| Самая многообещающая актриса                           | • Летиция Пезенти (фр.) — «Мариус и Жаннетт»                                           |                                                                                     |                                                                                     |
| Лучший оригинальный или адаптированный сценарий        | Жан-Пьер Бакри                                                                         | • Жан-Пьер Бакри и Аньес Жауи — «Известные старые песни»                            | Аньес Жауи                                                                          |
| Лучший оригинальный или адаптированный сценарий        | Жан-Пьер Бакри                                                                         | • Мишель Александр (фр.) и Ален Корно — «Кузен»                                     | Аньес Жауи                                                                          |
| Лучший оригинальный или адаптированный сценарий        | Жан-Пьер Бакри                                                                         | • Робер Гедигян и Жан-Луи Милези (фр.) — «Мариус и Жаннетт»                         | Аньес Жауи                                                                          |
| Лучший оригинальный или адаптированный сценарий        | Жан-Пьер Бакри                                                                         | • Анн Фонтен и Жиль Торан (фр.) — «Сухая чистка»                                    | Аньес Жауи                                                                          |
| Лучший оригинальный или адаптированный сценарий        | Жан-Пьер Бакри                                                                         | • Жан-Франсуа Гуайе и Мануэль Пурье — «Вестерн по-французски»                       | Аньес Жауи                                                                          |
| Лучшая музыка к фильму                                 | • Бернардо Сандовал (фр.) — «Вестерн по-французски»                                    | • Бернардо Сандовал (фр.) — «Вестерн по-французски»                                 | • Бернардо Сандовал (фр.) — «Вестерн по-французски»                                 |
| Лучшая музыка к фильму                                 | • Филипп Сард — «Горбун»                                                               |                                                                                     |                                                                                     |
| Лучшая музыка к фильму                                 | • Эрик Серра — «Пятый элемент»                                                         |                                                                                     |                                                                                     |
| Лучшая музыка к фильму                                 | • Жорди Саваль — «Маркиза»                                                             |                                                                                     |                                                                                     |
| Лучшая музыка к фильму                                 | • Брюно Фонтен (фр.) — «Известные старые песни»                                        |                                                                                     |                                                                                     |
| Лучший монтаж                                          | • Эрве Де Люс (фр.) — «Известные старые песни»                                         | • Эрве Де Люс (фр.) — «Известные старые песни»                                      | • Эрве Де Люс (фр.) — «Известные старые песни»                                      |
| Лучший монтаж                                          | • Анри Ланоэ (фр.) — «Горбун»                                                          |                                                                                     |                                                                                     |
| Лучший монтаж                                          | • Сильви Ландра (фр.) — «Пятый элемент»                                                |                                                                                     |                                                                                     |
| Лучшая работа оператора                                | • Тьерри Арбогаст — «Пятый элемент»                                                    | • Тьерри Арбогаст — «Пятый элемент»                                                 | • Тьерри Арбогаст — «Пятый элемент»                                                 |
| Лучшая работа оператора                                | • Бенуа Дельомм — «Артемизия»                                                          |                                                                                     |                                                                                     |
| Лучшая работа оператора                                | • Жан-Франсуа Робен (фр.) — «Горбун»                                                   |                                                                                     |                                                                                     |
| Лучшие декорации                                       | • Дэн Вейл (фр.) — «Пятый элемент»                                                     | • Дэн Вейл (фр.) — «Пятый элемент»                                                  | • Дэн Вейл (фр.) — «Пятый элемент»                                                  |
| Лучшие декорации                                       | • Бернар Визат — «Горбун»                                                              |                                                                                     |                                                                                     |
| Лучшие декорации                                       | • Жак Солнье (фр.) — «Известные старые песни»                                          |                                                                                     |                                                                                     |
| Лучшие костюмы                                         |                                                                                        | • Кристиан Гаск (фр.) — «Горбун»                                                    | • Кристиан Гаск (фр.) — «Горбун»                                                    |
| Лучшие костюмы                                         | • Доминик Борг (фр.) — «Артемизия»                                                     |                                                                                     |                                                                                     |
| Лучшие костюмы                                         | • Жан-Поль Готье — «Пятый элемент»                                                     |                                                                                     |                                                                                     |
| Лучший звук                                            | • Мишель Клошендлер (фр.), Жан-Пьер Лафорс и Пьер Ленуар — «Известные старые песни»    | • Мишель Клошендлер (фр.), Жан-Пьер Лафорс и Пьер Ленуар — «Известные старые песни» | • Мишель Клошендлер (фр.), Жан-Пьер Лафорс и Пьер Ленуар — «Известные старые песни» |
| Лучший звук                                            | • Даниэль Бриссо — «Пятый элемент»                                                     |                                                                                     |                                                                                     |
| Лучший звук                                            | • Пьер Гаме (фр.) и Жерар Ламп (фр.) — «Кузен»                                         |                                                                                     |                                                                                     |
| Лучшая дебютная работа (фр. Meilleure Première Oeuvre) | • «Дидье» — режиссёр: Ален Шаба                                                        | • «Дидье» — режиссёр: Ален Шаба                                                     | • «Дидье» — режиссёр: Ален Шаба                                                     |
| Лучшая дебютная работа (фр. Meilleure Première Oeuvre) | • «Другой берег моря» (фр.) — режиссёр: Доминик Кабрера (фр.)                          |                                                                                     |                                                                                     |
| Лучшая дебютная работа (фр. Meilleure Première Oeuvre) | • «Демоны Иисуса» (фр.) — режиссёр: Берни Бонвуазен (фр.)                              |                                                                                     |                                                                                     |
| Лучшая дебютная работа (фр. Meilleure Première Oeuvre) | • «Моя жизнь в розовом цвете» — режиссёр: Ален Берлинер                                |                                                                                     |                                                                                     |
| Лучшая дебютная работа (фр. Meilleure Première Oeuvre) | • «Жизнь Иисуса» — режиссёр: Брюно Дюмон                                               |                                                                                     |                                                                                     |
| Лучший короткометражный фильм                          | • Мажоретки в космосе / Des majorettes dans l'espace (режиссёр: Давид Фурье)           | • Мажоретки в космосе / Des majorettes dans l'espace (режиссёр: Давид Фурье)        | • Мажоретки в космосе / Des majorettes dans l'espace (режиссёр: Давид Фурье)        |
| Лучший короткометражный фильм                          | • Ferrailles (режиссёр: Лоран Пуваре)                                                  |                                                                                     |                                                                                     |
| Лучший короткометражный фильм                          | • Seule (режиссёр: Эрик Зонка)                                                         |                                                                                     |                                                                                     |
| Лучший короткометражный фильм                          | • Всё должно исчезнуть / Tout doit disparaître (режиссёр: Жан-Марк Муту)               |                                                                                     |                                                                                     |
| Лучший короткометражный фильм                          | • Старая дама и голуби / La Vieille Dame et les Pigeons (режиссёр: Сильвен Шоме)       |                                                                                     |                                                                                     |
| Лучший иностранный фильм                               | • Дело — труба / Brassed Off (Великобритания, режиссёр: Марк Херман)                   | • Дело — труба / Brassed Off (Великобритания, режиссёр: Марк Херман)                | • Дело — труба / Brassed Off (Великобритания, режиссёр: Марк Херман)                |
| Лучший иностранный фильм                               | • Фейерверк / HANA-BI (Япония, режиссёр: Такэси Китано)                                |                                                                                     |                                                                                     |
| Лучший иностранный фильм                               | • Английский пациент / The English Patient (Великобритания, режиссёр: Энтони Мингелла) |                                                                                     |                                                                                     |
| Лучший иностранный фильм                               | • Мужской стриптиз / The Full Monty (Великобритания, режиссёр: Питер Каттанео)         |                                                                                     |                                                                                     |
| Лучший иностранный фильм                               | • Все говорят, что я люблю тебя / Everyone Says I Love You (США, режиссёр: Вуди Аллен) |                                                                                     |                                                                                     |

### Специальные награды
| Награда          | Лауреаты       | Лауреаты        |
| ---------------- | -------------- | --------------- |
| Почётный «Сезар» |                | • Жан-Люк Годар |
| Почётный «Сезар» | • Майкл Дуглас |                 |
| Почётный «Сезар» | • Клинт Иствуд |                 |